# Maurice Legendre
Maurice Legendre (París, 30 de junio de 1878-Madrid, 12 de enero de 1955) fue un intelectual católico e hispanista francés. Radicado en España, dirigió la Casa de Velázquez, centro cultural francés en Madrid.

## Semblanza
Nacido en el seno de una pudiente familia relacionada con las regiones centrales de la Beauce y la Auvernia, obtuvo en 1904 la agregación de historia y geografía.
Comenzó en el periodismo de orientación cristiana, de la mano de eclesiásticos como Guillaume Pouget y Fernand Portal, así como de laicos como Henri Bergson. Jacques Chevalier le prestó el Idearium español de Ángel Ganivet, lo que le llevó hasta Miguel de Unamuno, este a Salamanca, y a consecuencia de dicha relación comenzó su interés por La Alberca, Las Batuecas, Las Hurdes y la Peña de Francia, que a sus ojos era un símbolo de la amistad franco-española.  

### Interés por España
En el verano de 1909, Legendre fue invitado por el dominico Padre Matías a conocer el santuario de la Peña de Francia (Salamanca), que lo atrajo inicialmente por la conexión de su nombre con Francia, debido al descubrimiento de la imagen de la virgen del santuario por el francés Simón Vela, en la Edad Media. Dos años más tarde, acompañado de Jacques Chevalier, escribía en el álbum del santuario lo que puede considerarse la razón de su interés:

Con toda la confianza que da la súplica ya atendida, yo le pido a la Virgen de la Peña que me permita volver aún muchas veces a su Santuario, y señalar el camino a numerosos amigos de Francia; porque es aquí donde los corazones españoles y franceses mejor pueden fraternizar en el Cristianismo.

Legendre y un profesor francés, M. Jacques Chevalier, visitaron además de la Peña la comarca extremeña de las Hurdes a comienzos del verano de 1913 guiado por el Tío Ignacio, un mozo de mulas analfabeto,  acompañados de Unamuno y de Severino Aznar. Desde entonces, Legendre realizó una permanente campaña para llamar la atención de la opinión pública sobre el problema hurdano, denunciando su abandono histórico y penosa situación. En 1914 invitó y acompañó a su amigo Miguel de Unamuno a un viaje por la comarca y, en abril de 1922, hizo lo propio acompañando a la Comisión Sanitaria presidida por su también amigo el doctor Gregorio Marañón. Esta comisión fue la que preparó la visita de Alfonso XIII a la región de las Hurdes en junio del mismo año, que dio origen en 1933 al documental de Luis Buñuel Las Hurdes, tierra sin pan.

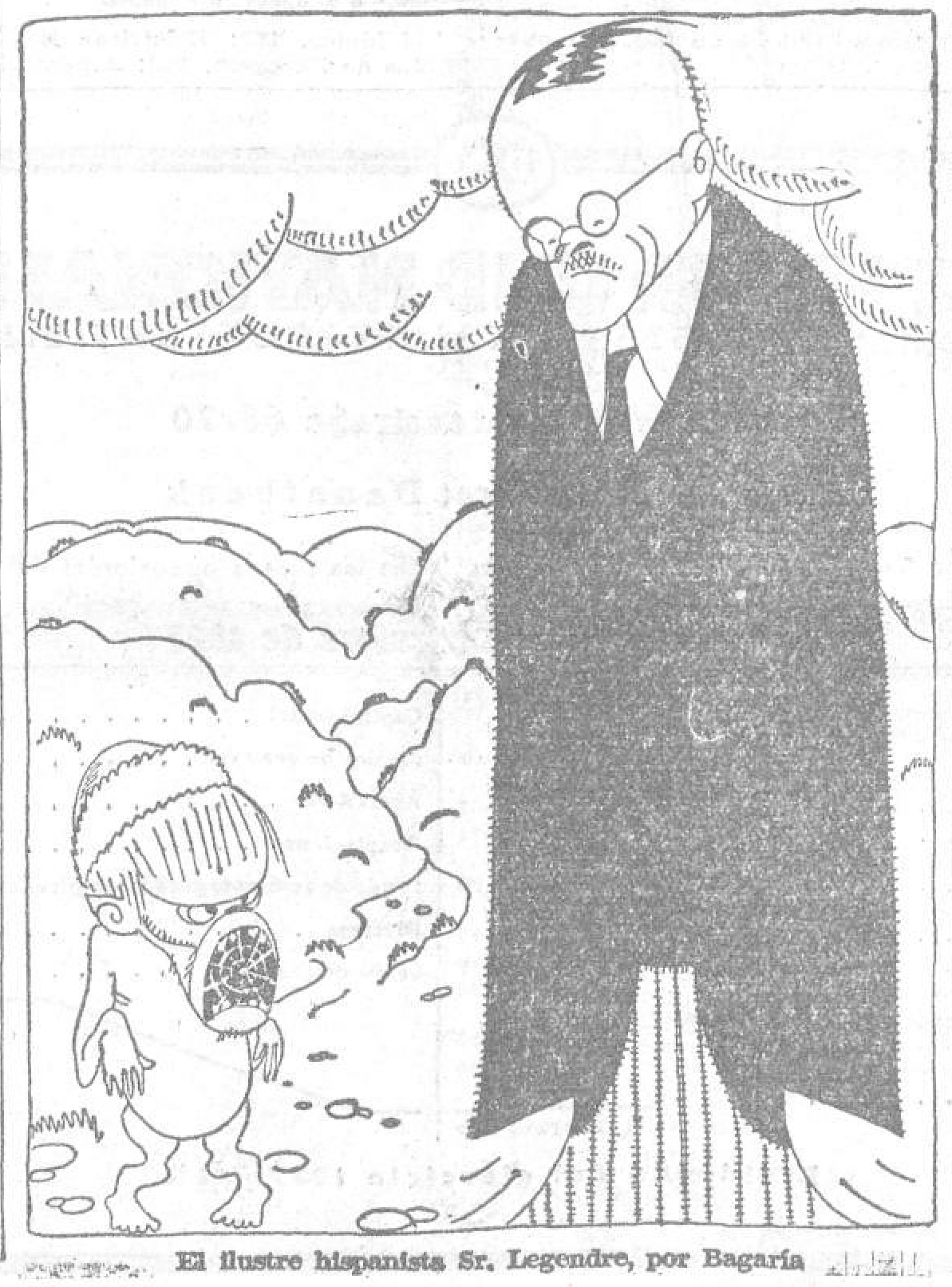
Caricaturizado por Bagaría en El Sol (1928)

Durante toda su vida, Legendre siguió interesándose por el problema hurdano, y a él dedicó su tesis doctoral presentada en la Universidad de Burdeos (Las Jurdes: étude de géographie humaine, 1927). Animó a muchos franceses de distintas ideologías a interesarse por la historia y cultura españolas, como fue el caso de Pierre Vilar, por lo que se lo puede considerar como uno de los iniciadores del hispanismo. Por este motivo se le concedió la Cruz de Comendador de la Orden de Alfonso XII.
En 1934, con motivo del quinto centenario del hallazgo de la imagen, organizó una peregrinación oficial francesa al santuario de la Virgen de la Peña de Francia.  Tras la guerra civil, en que mostró sus simpatías por el bando vencedor (Nouvelle histoire d'Espagne, 1938) y con más motivo tras la Segunda Guerra Mundial (Semblanza de España, 1944), gozó de la colaboración de las autoridades franquistas que, en medio del aislamiento internacional, encontraban muy útil su proximidad a un intelectual europeo católico (Notre Dame de France en Espagne, 1945). Ese mismo año organizó una peregrinación internacional para pedir por la paz del mundo. Maurice Legendre obtuvo el Premio Blumenthal en 1954.
Legendre falleció el 12 de febrero de 1955 y sus restos fueron trasladados y enterrados en la nave central de la iglesia del Santuario de la Virgen de la Peña de Francia el 1 de julio de 1956.
Nombrado hijo adoptivo de La Alberca, cuenta con un busto en esta localidad salmantina.

## Obras
- Le problème de l'éducation. París, 1911. (en francés)
- Las Jurdes: étude de géographie humaine. Burdeos, 1927[1] (en francés). Edición en español: Las Hurdes. Estudio de geografía humana. Editora Regional de Extremadura, Colección Rescate, 2006 (traducción de Enrique Barcia Mendo).[6]
- La Casa Velázquez. París, 1928. (en francés)
- Sainte Therese d'Avila. Marsella, 1929. (en francés)
- Littérature espagnole. París, 1930. (en francés)
- En Espagne. París, 1935. (en francés) (edición en español en 1936).
- La peinture espagnole (con Enriqueta Harris). 1937. (en francés)
- Domenikos Theotokopoulos, called El Greco (con A. Hartmann). Londres (Commodore Press) y París (Hyperion), 1937. (en inglés)
- Nouvelle histoire d'Espagne. París, 1938. (en francés) (edición en español en 1951).
- Semblanza de España. 1944.
- Notre Dame de France en Espagne. Madrid, 1945. (en francés)